# Dille
Dille (Anethum graveolens) is een eenjarige plant uit de schermbloemenfamilie (Apiaceae). Uit dezelfde plantenfamilie komen venkel en kervel. Dille heeft fijne, naaldachtige bladeren. De vrucht is een tweedelige splitvrucht. Het wordt gebruikt als keukenkruid met een heel verfijnde smaak.

## Toepassingen
Het kruid speelt een belangrijke rol in de keukens van de Scandinavische en Baltische landen, Duitsland, Polen en Rusland. Dille wordt niet meegekookt en niet gecombineerd met andere kruiden, omdat het dan zijn smaak verliest. Dille wordt gebruikt in soepen en sauzen. Ook gaat verse dille bijzonder goed samen met zalm en andere vis. Het gedroogde dillezaad wordt gebruikt voor het wecken of inleggen van komkommers en augurken. Ook kan er azijn mee worden gearomatiseerd.
Dille kan het beste ter plaatse worden gezaaid, omdat het kruid zich bijna niet laat verplanten. Dit komt door het pinachtig wortelgestel. De beste zaaiperiode is april–mei, de optimale afstand tussen de zaadjes is 30 cm. De zaden zullen na twee weken ontkiemen. Om ongestoorde groei te bevorderen kunnen de planten het best worden uitgedund op 20 cm. Volgens de biologische zaaitabel die wordt gehanteerd bij de biologische methode van tuinieren kan het zaaien van dille tussen tuinbonen goede afweer geven tegen zwarte luis op de bonen.
Dille is rijk aan vitamine C. Dille wordt ook gebruikt als traditioneel medicijn: thee wordt bijvoorbeeld getrokken van dillezaadjes om daarmee een goede nachtrust te bevorderen. Dille wordt ook vaak gebruikt om overtollig darmgas tegen te gaan, om zo winderigheid te voorkomen.

## Cultivars
In de handel zijn verschillende cultivars verkrijgbaar zoals:
- Anethum graveolens 'Bouquet'
- Anethum graveolens 'Fernleaf'
- Anethum graveolens 'Mammoth'
- Anethum 'Vierling'

en ook de ondersoort
- Anethum graveolens subsp. sowa

## Waardplant
Dille is waardplant voor onder meer de drievlekdwergspanner (Eupithecia trisignaria) en de koninginnenpage (Papilio machaon).

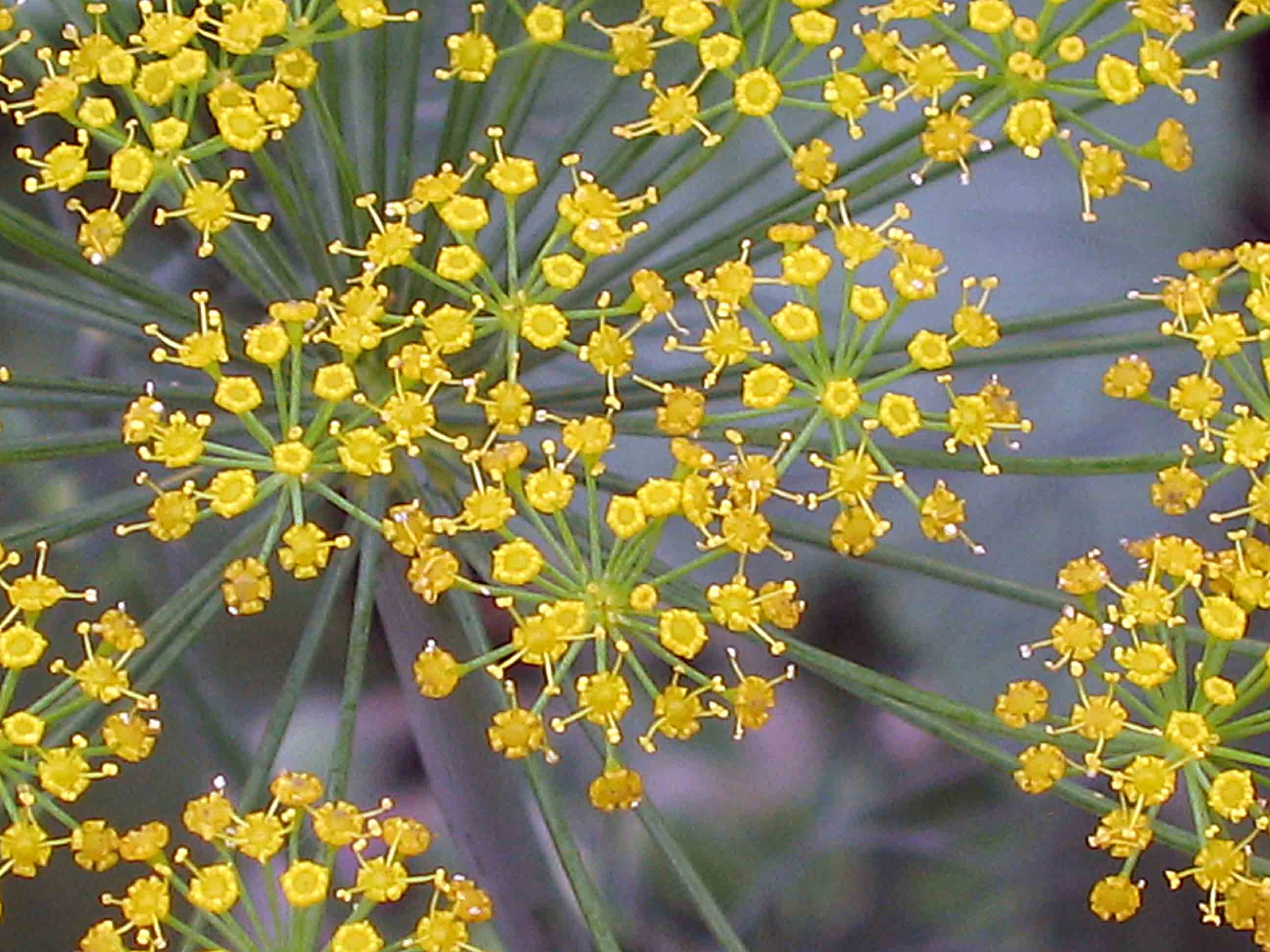
Bloeiwijze
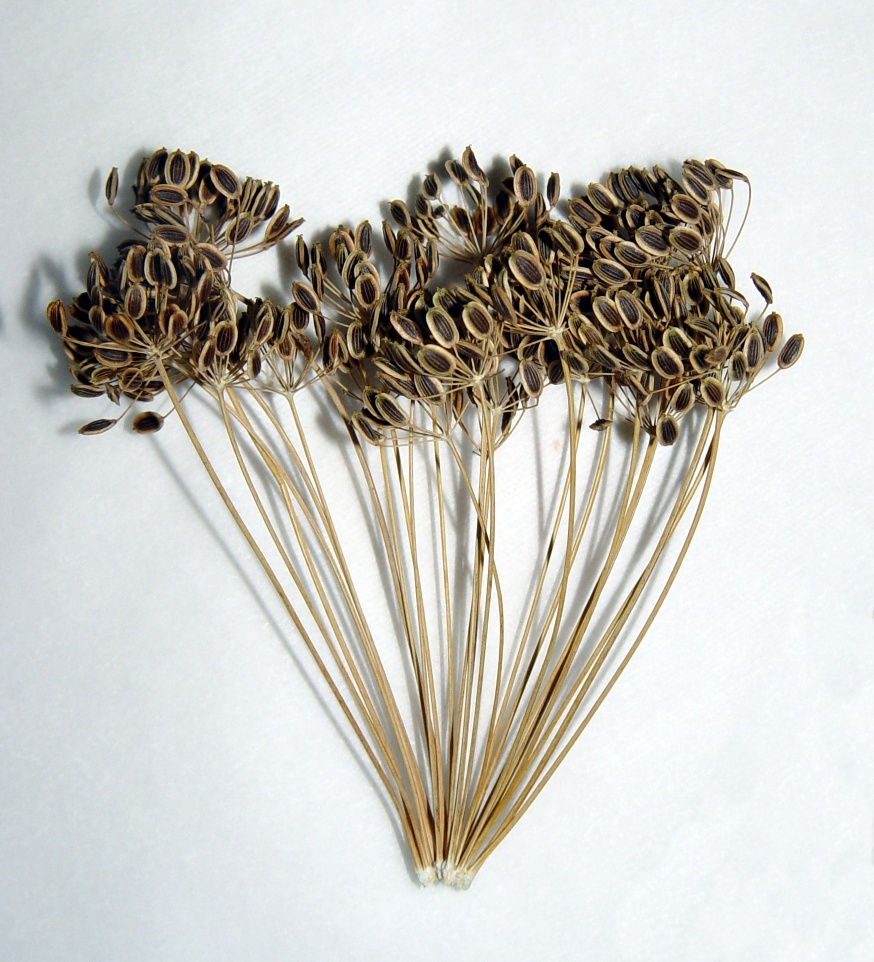
Vruchten
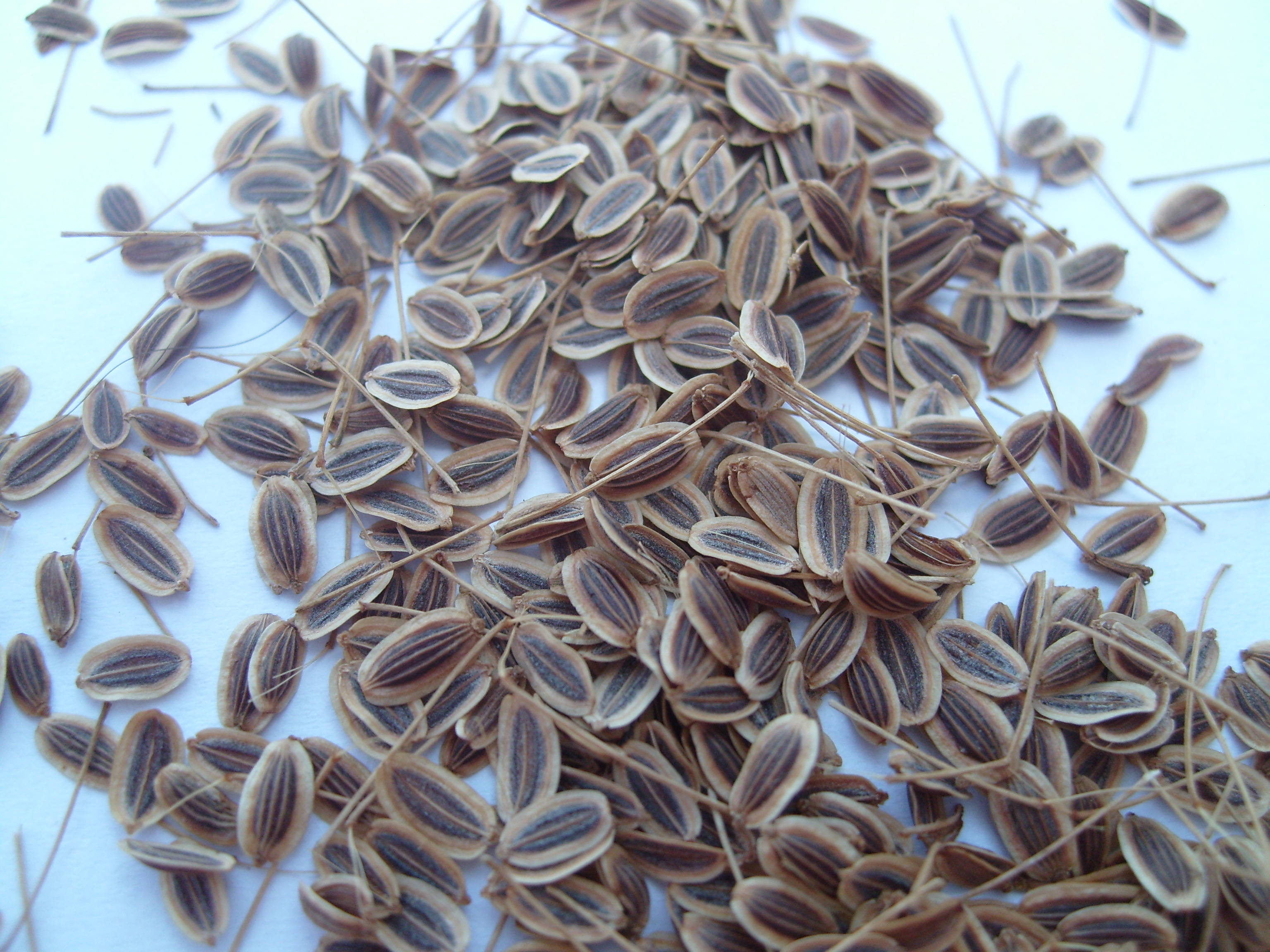
Vruchten

## Geraadpleegde literatuur
1. ↑  Koomen, E. (1976). Tuinieren voor iedereen. Baarn: Market Books bv.
2. ↑  (en) Lisiewska, Zofia, Kmiecik, Waldemar, Korus, Anna  (2006-03). Content of vitamin C, carotenoids, chlorophylls and polyphenols in green parts of dill (Anethum graveolens L.) depending on plant height. Journal of Food Composition and Analysis  19 (2-3): 134–140. DOI:10.1016/j.jfca.2005.04.009.
3. 1 2  (en) Singletary, Keith W.  (2023-05). Dill: Potential Health Benefits. Nutrition Today  58 (3): 128–136. ISSN:1538-9839. DOI:10.1097/NT.0000000000000604.

... · 
Aciphylla · 
Actinotus · 
Aegopodium · 
Aethusa · 
Ammi (Akkerscherm) · 
Anethum · 
Angelica (Engelwortel) · 
Anisotome · 
Anthriscus (Kervel) · 
Apium (Moerasscherm) · 
Artedia · 
Astrantia (Sterrenscherm) · 
Athamanta · 
Azorella · 
Berula · 
Bifora · 
Bunium · 
Bupleurum (Goudscherm) · 
Carum (Karwij) · 
Caucalis · 
Chaerophyllum (Ribzaad) · 
Cicuta · 
Conium · 
Conopodium · 
Coriandrum · 
Crithmum · 
Cuminum · 
Daucus · 
Eryngium (Kruisdistel) · 
Falcaria · 
Ferula · 
Foeniculum · 
Heracleum (Berenklauw) · 
Levisticum · 
Myrrhis · 
Oenanthe (Torkruid) · 
Orlaya · 
Pastinaca (Pastinaak) · 
Petroselinum (Peterselie) · 
Peucedanum (Varkenskervel) · 
Pimpinella (Bevernel) · 
Pycnocycla ·
Sanicula · 
Scandix · 
Selinum · 
Silaum · 
Sium · 
Smyrnium (Zwarte kervel) · 
Steganotaenia · 
Thapsia · 
Thaspium · 
Thecocarpus · 
Tiedemannia · 
Tilingia · 
Torilis (Doornzaad) · 
Xanthosia · 
...